# Sonchus tenerrimus
Sonchus tenerrimus — вид квіткових рослин родини Айстрові (Asteraceae).

## Опис
Однорічна, дворічна, або багаторічна рослина заввишки від 20 до 100 сантиметрів. Трав'янисті стебла, іноді трохи деревні біля основи, розгалужені, часто покриті залозистими волосками. Листки глибоко розділені, можуть мати зубчасті краї чи менші частки. Квіти жовті. Сім'янки (2,1)2,8–3,2(3.8) × 0,6–0,9(1) мм, зворотно-ланцетоподібне, з 4 ребрами. Цвіте і плодоносить з квітня по травень (листопад).

## Поширення
Африка: Еритрея; Алжир; Єгипет; Лівія; Марокко; Туніс; ПАР — Північний Кейп, Мавританія. Західна Азія: Кіпр; Іран; Ізраїль; Йорданія; Ліван; Сирія; Туреччина. Південна Європа: Хорватія; Греція; Італія; Франція; Португалія; Іспанія [вкл. Канарські острови]. Натуралізований: Португалія — Азорські острови, Мадейра, Австралія — Південна Австралія, Західна Австралія, Швейцарія; Німеччина; Мексика — Нижня Каліфорнія; США — Каліфорнія; Аргентина — Буенос-Айрес; Чилі. Населяє тріщини в стінах і скелях, на вапняних ґрунтах.